# Lanceoppia neonominata
Lanceoppia neonominata är en kvalsterart som beskrevs av Subías 2004. Lanceoppia neonominata ingår i släktet Lanceoppia och familjen Oppiidae. Inga underarter finns listade i Catalogue of Life.